# Сет-Ворд (Техас)
Сет-Ворд (англ. Seth Ward) — переписна місцевість (CDP) в США, в окрузі Гейл штату Техас. Населення — 1603 особи (2020).

## Географія
Сет-Ворд розташований за координатами 34°12′59″ пн. ш. 101°41′40″ зх. д. / 34.21639° пн. ш. 101.69444° зх. д. (34.216344, -101.694463).  За даними Бюро перепису населення США в 2010 році переписна місцевість мала площу 5,81 км², уся площа — суходіл.

## Демографія
Згідно з переписом 2010 року, у переписній місцевості мешкало 2025 осіб у 636 домогосподарствах у складі 486 родин. Густота населення становила 349 осіб/км².  Було 778 помешкань (134/км²).
Расовий склад населення:
| - 62,6 % — білих - 1,8 % — чорних або афроамериканців - 0,8 % — корінних американців - 0,1 % — азіатів - 32,1 % — осіб інших рас |

До двох чи більше рас належало 2,6 %. Частка іспаномовних становила 74,4 % від усіх жителів.
За віковим діапазоном населення розподілялося таким чином: 34,7 % — особи молодші 18 років, 55,9 % — особи у віці 18—64 років, 9,4 % — особи у віці 65 років та старші. Медіана віку мешканця становила 28,1 року. На 100 осіб жіночої статі у переписній місцевості припадало 103,5 чоловіків;  на 100 жінок у віці від 18 років та старших — 99,4 чоловіків також старших 18 років.
Середній дохід на одне домашнє господарство  становив 38 331 долар США (медіана — 30 165), а середній дохід на одну сім'ю — 40 153 долари (медіана — 31 533). За межею бідності перебувало 27,2 % осіб, у тому числі 45,4 % дітей у віці до 18 років та 0,0 % осіб у віці 65 років та старших.
Цивільне працевлаштоване населення становило 635 осіб. Основні галузі зайнятості: виробництво — 23,5 %, мистецтво, розваги та відпочинок — 15,0 %, освіта, охорона здоров'я та соціальна допомога — 12,8 %, сільське господарство, лісництво, риболовля — 10,9 %.